# Премия Американского института киноискусства (2019)
Премия Американского института киноискусства за 2019 год.

## 10 лучших фильмов
- «1917»
- «Прощание»
- «Ирландец»
- «Кролик Джоджо»
- «Джокер»
- «Достать ножи»
- «Маленькие женщины»
- «Брачная история»
- «Однажды в… Голливуде»
- «Дело Ричарда Джуэлла»

## 10 лучших телевизионных программ
- «Чернобыль»
- «Корона»
- «Фосси/Вердон»
- «Игра престолов»
- «Поза»
- «Наследники»
- «Невероятное»
- «Вице-президент»
- «Хранители»
- «Когда они нас увидят»

## Специальные премии
- «Паразиты» (кино)
- «Дрянь» (телевидение)